# Kjúšúská univerzita
Kjúšúská univerzita (japonsky 九州大学 – Kjúšú daigaku) je státní univerzita na ostrově Kjúšú v Japonsku. Sídlí ve městě Fukuoka ve stejnojmenné prefektuře.
Založena byla v roce 1911 jako jedna z císařských univerzit, ovšem navazovala na lékařskou školu, která ve Fukuoce byla už od roku 1867.
Univerzita má bezmála devatenáct tisíc studentů.

## Známí absolventi
- Kuo Mo-žo (1892–1978), čínský spisovatel a archeolog
- Džunko Tabei (1939–2016), horolezkyně
- Kóiči Wakata (* 1963), astronaut
- Masaši Kišimoto (* 1974), komiksový kreslíř (mangaka)